# Livre de Zorobabel
Pour les articles homonymes, voir Zorobabel.
Le livre de Zorobabel (ספר זרובבל) est un ouvrage apocalyptique juif du début de l'époque byzantine,.